# Чижов, Александр Васильевич

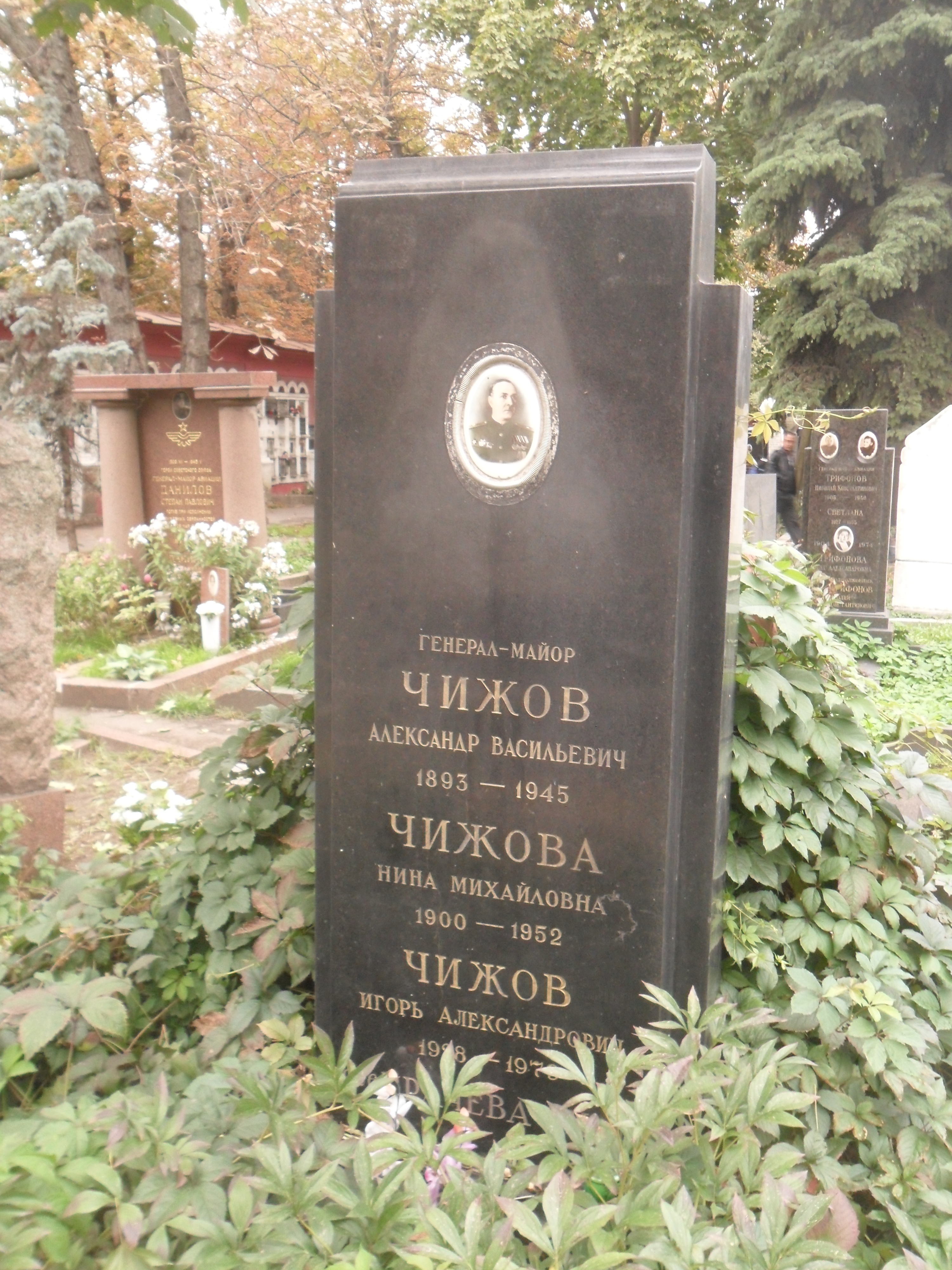
Могила Чижова на Новодевичьем кладбище Москвы.

Александр Васильевич Чижов (8 ноября 1894, Кетково, Тверская губерния, Российская империя — 28 октября 1945, Москва, СССР) — советский военачальник, генерал-майор (01.09.1943).

## Биография
Родился в деревне Кетково (ныне — Калязинский район Тверской области). В 1914 году окончил гимназию в городе Сергиев Посад и поступил на физико-математический факультет Императорского Московсковского университета.

### Военная служба

#### Первая мировая война
В мае 1916 года со второго курса университета был мобилизован в армию и направлен в 3-ю Московскую студенческую школу прапорщиков. По ее окончании в сентябре того же года произведен в прапорщики и назначен младшим офицером в 191-й запасной полк в городе Липецк. В январе 1917 года направлен на фронт в 274-й пехотный Изюмский полк (м. Крево). В ходе Июльского наступления 1917 года был контужен. По выздоровлении направлен в 51-й запасной полк в город Вязьма, в этом полку получил чин подпоручика и дослужился до командира роты (выборный). Осенью 1917 года был избран в полковой комитет, в январе 1918 года — демобилизован. По возвращении с фронта вновь поступил в Московский государственный университет, одновременно служил в жилищно-земельном отделе Моссовета.

#### Гражданская война
В августе 1918 года был мобилизован в РККА, но как студент получил отсрочку. В декабре 1918 года повторно мобилизован в Красную армию и назначен командиром батальона 31-го Московского полка. В его составе воевал на Южном фронте. В июне 1919 года в бою под хутором Грачинским был ранен, по выздоровлении в сентябре назначен командиром батальона 5-го полка Красных коммунаров. С декабря 1919 года и. д. начальника интернационального отряда особого назначения. В его составе участвовал в подавлении антисоветского восстания в районе Боткинского и Ижевского заводов, в Осинском уезде. С февраля 1920 года командовал батальоном в 109-м стрелковом полку, затем в мае назначен командиром 110-го стрелкового полка.
Участвовал в боях с белополяками на Западном фронте, полк вел бои под городом Лепель, на реке Березина, наступал в направлении Лида и далее на варшавском направлении. При отступлении от Варшавы Чижов командовал сводным отрядом. С августа 1920 года был комендантом города Лида и комендантом штаба 3-й армии, с января 1921 года — помощник командира по строевой части 151-го стрелкового полка 17-й Нижегородской стрелковой дивизии. Участвовал в борьбе с бандитизмом в Речицком уезде. В марте 1921 года направлен на учебу на высшие повторные курсы при штабе Западного фронта в городе Смоленск, затем проходил службу в 43-м Краснознаменном стрелковом полку в городе Велиж в должностях помощника командира и командира полка. В его составе боролся с бандитизмом в Витебской губернии.

#### Межвоенные годы
С октября 1922 года проходил службу в городе Полоцк, был помощником командира и и. д. командира 13-го стрелкового полка, затем начальником штаба 14-го стрелкового полка. С февраля 1926 года служил в штабе 64-й стрелковой дивизии ЗапВО (со 2 октября — БВО). В 1929 года в течение года и. д. начальника штаба дивизии; с января по апрель 1931 года и. д. командира 190-го стрелкового полка. В апреле 1931 года был переведен в 33-ю стрелковую дивизию в город Могилев помощником командира и командира 99-го стрелкового полка, где под его командованием начинал свою службу в войсках командир пулемётного взвода Василий Маргелов, впоследствии командующий Воздушно-десантными войсками СССР. С мая 1932 года Чижов назначен преподавателем тактики Военно-политической академии РККА им. Н. Г. Толмачева, с апреля 1937 года — помощник начальника и начальником учебного отделения заочной Военной академии РККА им. М. В. Фрунзе. Летом 1938 года привлекался в качестве преподавателя в этой академии, затем с октября вновь и. д. начальника учебного отделения и зам. начальника факультета академии, одновременно с 1937 года по 1939 год учился на факультете заочного обучения. С мая 1940 года был преподавателем кафедры общей тактики академии.

#### Великая Отечественная война
В августе 1941 года полковник Чижов был назначен начальником штаба 379-й стрелковой дивизии, находившейся на формировании в УрВО. В ноябре 1941 года дивизия убыла на Западный фронт. В составе 30-й и 31-й армий Западного, а с 17 декабря — Калининского фронтов участвовала в Клинско-Солнечногорской оборонительной операции, в контрнаступлении под Москвой, Калининской и Ржевско-Вяземской наступательных операциях. В ходе боевых действий под Москвой полковник Чижов умело управлял штабом дивизии, за что был награжден орденом Красного Знамени (5.5.1942).
В марте 1942 года зачислен в распоряжение ГУК с прикомандированием к курсам «Выстрел». В мае назначен командиром формирующейся 260-й стрелковой дивизии. По завершении формирования дивизия до конца августа 1942 года находилась в составе Московской зоны обороны, затем убыла на Воронежский фронт в 60-ю армию. С сентября она вела бои в составе 1-й гвардейской армии Сталинградского, а с 28 сентября 1942 года — Донского фронтов. В конце сентября за невыполнение боевой задачи в районе Самофаловка полковник Чижов был отстранен от командования дивизией и назначен начальником штаба 273-й стрелковой дивизии. Ее части вели бои в районе балки Котлубань в составе 1-й гвардейской, а с 15 октября — 24-й армий Донского фронта.
22 ноября 1942 года полковник Чижов был допущен к и. д. командира 49-й стрелковой дивизии этой же армии. Им успешно были проведены бои за овладение рядом высот при окружении сталинградской группировки противника. В середине января 1943 года дивизия, ведя упорные наступательные бои, сломила сопротивление противника на своем участке фронта и овладела северо-западной окраиной Сталинграда. С 29 января по 28 февраля она находилась в распоряжении Ставки ВГК, затем вошла в состав 16-й армии Западного фронта. С 5 по 16 марта ее части успешно действовали в ходе наступательной операции в районе города Жиздра Калужской области, ведя непрерывные упорные бои и отражая все атаки превосходящих сил пехоты и танков противника. За эти бои Чижов был награжден орденом Александра Невского. В последующем дивизия под его командованием в составе 10-й армии вела боевые действия в районе Киров, Жиздра, с августа 1943 года участвовала в Смоленской наступательной операции. После форсирования реки Снопоть 25 сентября один полк дивизии овладел южной окраиной города Рославль. За эти бои в тот же день приказом ВГК ей было присвоено почетное наименование «Рославльская», а генерал-майор Чижов награжден орденом Суворова 2-й степени. В 1943 году Чижов вступает в ВКП(б). В течение декабря 1943 года и в первой половине января 1944 года в проводимых армией наступательных операциях дивизия под командованием Чижова не выполнила ни одной задачи по прорыву обороны противника. В июне 1944 года по ходатайству командующего 49-й армией 2-го Белорусского фронта генерал-лейтенанта И. Т. Гришина, в которую входила дивизия, генерал-майор Чижов был отстранен от должности и зачислен в распоряжение ГУК. В июле он был назначен старшим преподавателем кафедры службы штабов, а в августе — начальником курса основного факультета Военной академии им. М. В. Фрунзе и в этой должности находился до конца войны.
Умер 28 октября 1945 года, похоронен на Новодевичьем кладбище Москвы.

## Награды
- орден Ленина (21.02.1945)[4][5]
- два ордена Красного Знамени (05.05.1942[6], 03.11.1944[5][7])
- орден Суворова II степени (28.09.1943)[8]
- орден Александра Невского (26.03.1943)[9]
- орден Красной звезды (14.02.1943)[10]
- медали в том числе:
  - «XX лет Рабоче-Крестьянской Красной Армии» (1938)[6]
  - «За оборону Москвы»
  - «За оборону Сталинграда» (15.07.1943)[11]
  - «За Победу над Германией в Великой Отечественной войне 1941—1945 гг.»(1945)

Приказы (благодарности) Верховного Главнокомандующего в которых отмечен А. В. Чижов.
- За форсирование реки Днепр и овладение важным узлом коммуникаций и мощным опорным пунктом обороны немцев на могилевском направлении — городом Рославль. 25 сентября 1943 года № 25.